# Viva Riva !
 (janvier 2018).
Si vous disposez d'ouvrages ou d'articles de référence ou si vous connaissez des sites web de qualité traitant du thème abordé ici, merci de compléter l'article en donnant les références utiles à sa vérifiabilité et en les liant à la section « Notes et références ».
Pour plus de détails, voir Fiche technique et Distribution.
Viva Riva !  est un film policier congolais (RDC), réalisé par Djo Tunda Wa Munga, sorti en 2010.

## Résumé
Riva, opérateur, est un homme avec presque plus de charme que d'ambition, dans Kinshasa, cette ville si accueillante. L'essence manque ? Riva et son acolyte se lancent dans le projet de s'emparer d'une cache secrète de barils de carburant, à revendre pour un profit énorme. Bien sûr, ils ne sont pas les seuls. César l'impitoyable, un étranger, puissamment habillé et équipé, en pleine dynamique, dans les rues sans foi ni loi de Kinshasa. Un officier féminin s'en mêle. Même l'église va trahir ses principes pour un peu d'action. Mais la Némésis principale de Riva est Azor, un patron du crime, dans le style classique : grand, décadent et brutal. Il n'est pas un homme avec qui jouer, mais sa petite amie, Nora, est sans doute la femme la plus séduisante de toute la RDC. Riva l'aperçoit qui danse dans une discothèque. Il comprend vite, bien avant Nora,  à quoi correspond la cache de carburant, l'objet de convoitise de tous...

## Fiche technique
- Titre : Viva Riva !
- Réalisation : Djo Tunda Wa Munga
- Société de production Formosa Productions, Cofinova 6
- Société de distribution : uFilm
- Scénario : Djo Tunda Wa Munga
- Acteurs: Patsha Bay, Manie Malone, Hoji Fortuna, Fabrice Kwizera et Marlene Longage
- Photo : Antoine Roch
- Musique du film : Cyril Atef, Congopunq et Louis Vyncke
- Montage : Yves Langlois et Pascal Latil
- Pays :  République démocratique du Congo
- Langues originales : français, lingala
- Format : Couleurs
- Durée : 96 minutes
- Date de sortie : 2010

## Récompenses et distinctions
- Trophées francophones du cinéma 2013 : Trophée francophone du second rôle féminin pour Manie Malone.
- Africa Movie Academy Award for Best Film
- Africa Movie Academy Award du meilleur son